# Liège-Bastogne-Liège 2025
Cet article concerne l'édition masculine de Liège-Bastogne-Liège. Pour la course féminine, voir Liège-Bastogne-Liège féminin 2025.
Le Liège-Bastogne-Liège 2025 est la 111e édition de cette course cycliste masculine sur route. Il a lieu le 27 avril 2025. Cette course fait partie du calendrier UCI World Tour 2025 en catégorie 1.UWT (première division mondiale).

## Présentation

### Parcours

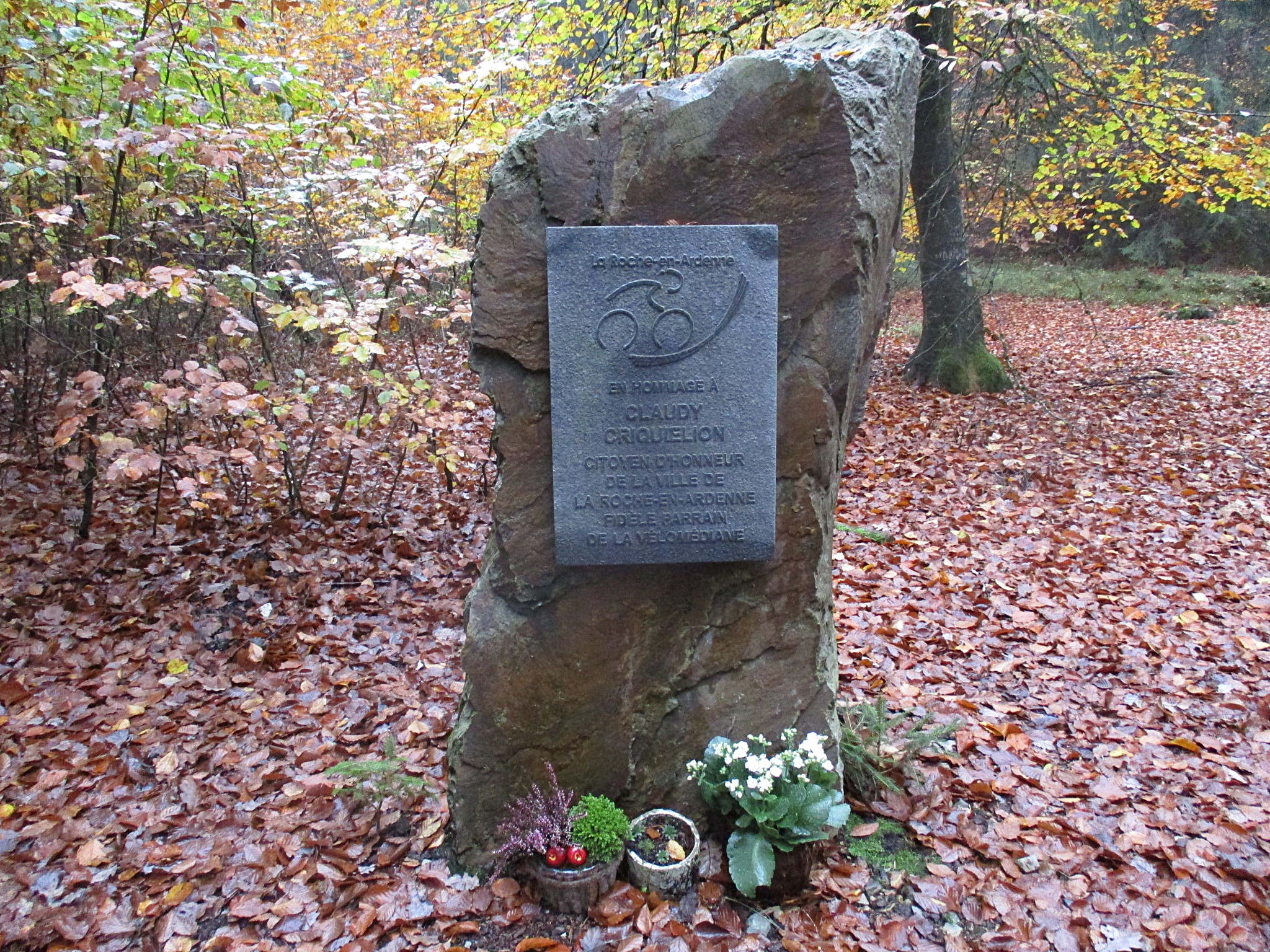
Stéle Criquielion au Col de Haussire

Par rapport à l'édition de 2024, le parcours est quelque peu modifié en ce qui concerne les deux premières côtes répertoriées. Les coureurs grimpent en premier lieu la côte de Saint-Roch à Houffalize avant de rejoindre Bastogne. À la sortie de La Roche-en-Ardenne, ils empruntent la longue ascension par le versant sud vers le col de Haussire (3 900 m avec une pente moyenne de 6,8 % et un dénivelé positif de 316 m). Une stèle en l'honneur de Claude Criquielion a été placée au sommet en 2015. Ce col n'avait plus été franchi sur la Doyenne depuis 1995.
Dans le final, le parcours qui avait été modifié en 2023 est maintenu avec, après la côte de la Redoute, la descente directement à droite vers Playe et Hotchamps puis la montée non répertoriée de Cornemont avant de traverser Louveigné et de rejoindre la côte des Forges. L'arrivée est jugée après 252 kilomètres au bout d'une longue ligne droite de 800 mètres sur le quai des Ardennes, le long de la rive droite de l'Ourthe.
| Num | Nom                                        | km    | Longueur (m) | Pente moyenne | km de l'arrivée |
| --- | ------------------------------------------ | ----- | ------------ | ------------- | --------------- |
| 1   | Côte de Saint-Roch                         | 70,7  | 1 000        | 11,2 %        | 181,3           |
| 2   | Col de Haussire (stèle Claude Criquielion) | 119,4 | 3 900        | 6,8 %         | 132,6           |
| 3   | Côte de Mont-le-Soie                       | 158,7 | 4 000        | 6,1 %         | 93,3            |
| 4   | Côte de Wanne                              | 167   | 2 800        | 7,4 %         | 85              |
| 5   | Côte de Stockeu (stèle Eddy Merckx)        | 173,5 | 1 000        | 12,5 %        | 78,5            |
| 6   | Côte de la Haute-Levée                     | 177,7 | 3 600        | 5,6 %         | 74,3            |
| 7   | Col du Rosier                              | 192   | 4 400        | 5,9 %         | 60              |
| 8   | Côte de Desnié                             | 205,3 | 1 600        | 8,1 %         | 46,7            |
| 9   | Côte de La Redoute                         | 218   | 2 000        | 8,9 %         | 34              |
| 10  | Côte des Forges (stèle Stan Ockers)        | 228,7 | 1 300        | 7,8 %         | 23,3            |
| 11  | Côte de la Roche aux faucons               | 238,7 | 1 300        | 11 %          | 13,3            |

### Équipes
Liège-Bastogne-Liège figurant au calendrier du World Tour, les 18 équipes UCI WorldTeam sont présentes, auxquelles il faut ajouter des équipes UCI ProTeam invitées. 
| WorldTeams (18)- EF Education-EasyPost - Alpecin-Deceuninck - Arkéa-B&B Hotels - XDS Astana Team - Bahrain-Victorious - Cofidis - Decathlon AG2R La Mondiale Team - Groupama-FDJ - Ineos Grenadiers - Intermarché-Wanty - Lidl-Trek - Movistar Team - Red Bull-BORA-hansgrohe - Soudal Quick-Step - Team Picnic-PostNL - Team Jayco AlUla - Team Visma \| Lease a Bike - UAE Team Emirates XRG ProTeams (7)- Wagner Bazin WB - Lotto - Q36.5 Pro Cycling Team - Team TotalEnergies - Tudor Pro Cycling Team - Israel-Premier Tech - Uno-X Mobility |
| |

### Principaux favoris
Double vainqueur à Liège (2021 et 2024) et victorieux à la Flèche Wallonne quatre jours plus tôt, le Slovène Tadej Pogačar est le grand favori de l'édition 2025. Son principal adversaire pourrait être le Belge Remco Evenepoel, aussi double vainqueur de la Doyenne (en 2022 et 2023). Parmi les autres favoris ou outsiders, on peut citer l'Irlandais Ben Healy, les Britanniques Tom Pidcock et Oscar Onley, l'Italien Giulio Ciccone, les Espagnols Enric Mas et Pello Bilbao, le Danois récent vainqueur de l'Amstel Gold Race Mattias Skjelmose, les Français Romain Grégoire, Romain Bardet, deuxième en 2024, pour son dernier Monument et Kévin Vauquelin, deuxième de la dernière Flèche wallonne, le Colombien Santiago Buitrago, l'Américain Neilson Powless, les Belges Maxim Van Gils, Tiesj Benoot, Thibau Nys et Lennert Van Eetvelt, l'Équatorien Richard Carapaz et le Suisse Marc Hirschi'.

## Récit de la course
Douze hommes forment l'échappée du jour et comptent jusqu'à presque six minutes d'avance sur le peloton précédé un temps par un duo de l'équipe Ineos Grenadiers composé de Tobias Foss et Bob Jungels qui est repris à 85 kilomètres du terme. L'échappée prend fin dans les derniers hectomètres de la montée du col du Rosier à 60 kilomètres de l'arrivée quand les quatre derniers fuyards (Jack Haig, Eduardo Sepúlveda, Mathis Le Berre et Sakarias Koller Løland) sont absorbés par le peloton. 
Comme lors des trois éditions précédentes, la course se joue dans la côte de la Redoute, à 34 kilomètres de Liège. Le champion du monde Tadej Pogačar accélère le rythme dans la première partie de la montée et laisse tous ses adversaires sur place. Une fois au sommet, le Slovène augmente son avance sur ses poursuivants dont le premier groupe de chasse est formé par Ben Healy et Tom Pidcock rapidement rejoints par Giulio Ciccone et Julian Alaphilippe. Dans l'ultime difficulté de la journée, la côte de la Roche-aux-Faucons, Healy et Ciccone lâchent Alaphilippe et Pidcock alors que Pogačar maintient son avantage en tête de course. Il rejoint le quai des Ardennes pour remporter une troisième Doyenne et un neuvième Monument.

## Classements

### Classement de la course
| \| Classement général \| Classement général \| Classement général \| Classement général \| Classement général \| \| Coureur \| Coureur \| Pays \| Équipe \| Temps \| \| ------------------ \| ---------------------- \| ------------------ \| -------------------------- \| ------------------ \| \| 1er \| Tadej Pogačar \| Slovénie \| UAE Team Emirates XRG \| 6 h 00 min 09 s \| \| 2e \| Giulio Ciccone \| Italie \| Lidl-Trek \| + 1 min 03 s \| \| 3e \| Ben Healy \| Irlande \| EF Education-EasyPost \| + 1 min 03 s \| \| 4e \| Simone Velasco \| Italie \| XDS Astana Team \| + 1 min 10 s \| \| 5e \| Thibau Nys \| Belgique \| Lidl-Trek \| + 1 min 10 s \| \| 6e \| Andrea Bagioli \| Italie \| Lidl-Trek \| + 1 min 10 s \| \| 7e \| Daniel Martínez \| Colombie \| Red Bull-Bora-Hansgrohe \| + 1 min 10 s \| \| 8e \| Axel Laurance \| France \| Ineos Grenadiers \| + 1 min 10 s \| \| 9e \| Tom Pidcock \| Royaume-Uni \| Q36.5 Pro Cycling Team \| + 1 min 10 s \| \| 10e \| Neilson Powless \| États-Unis \| EF Education-EasyPost \| + 1 min 10 s \| \| 11e \| Michael Matthews \| Australie \| Team Jayco AlUla \| + 1 min 10 s \| \| 12e \| Oscar Onley \| Royaume-Uni \| Team Picnic-PostNL \| + 1 min 10 s \| \| 13e \| Tiesj Benoot \| Belgique \| Team Visma \\| Lease a Bike \| + 1 min 10 s \| \| 14e \| Emiel Verstrynge \| Belgique \| Alpecin-Deceuninck \| + 1 min 10 s \| \| 15e \| Alex Aranburu \| Espagne \| Cofidis \| + 1 min 10 s \| \| 16e \| Lennert Van Eetvelt \| Belgique \| Lotto \| + 1 min 10 s \| \| 17e \| Andreas Leknessund \| Norvège \| Uno-X Mobility \| + 1 min 10 s \| \| 18e \| Aurélien Paret-Peintre \| France \| Decathlon-AG2R La Mondiale \| + 1 min 10 s \| \| 19e \| Romain Grégoire \| France \| Groupama-FDJ \| + 1 min 10 s \| \| 20e \| Ben Tulett \| Royaume-Uni \| Team Visma \\| Lease a Bike \| + 1 min 10 s \| |                        |             |                            |                 |
| |                        |             |                            |                 |
| Source : ProCyclingStats |                        |             |                            |                 |
| Classement général |                        |             |                            |                 |
| Coureur | Coureur                | Pays        | Équipe                     | Temps           |
| 1er | Tadej Pogačar          | Slovénie    | UAE Team Emirates XRG      | 6 h 00 min 09 s |
| 2e | Giulio Ciccone         | Italie      | Lidl-Trek                  | + 1 min 03 s    |
| 3e | Ben Healy              | Irlande     | EF Education-EasyPost      | + 1 min 03 s    |
| 4e | Simone Velasco         | Italie      | XDS Astana Team            | + 1 min 10 s    |
| 5e | Thibau Nys             | Belgique    | Lidl-Trek                  | + 1 min 10 s    |
| 6e | Andrea Bagioli         | Italie      | Lidl-Trek                  | + 1 min 10 s    |
| 7e | Daniel Martínez        | Colombie    | Red Bull-Bora-Hansgrohe    | + 1 min 10 s    |
| 8e | Axel Laurance          | France      | Ineos Grenadiers           | + 1 min 10 s    |
| 9e | Tom Pidcock            | Royaume-Uni | Q36.5 Pro Cycling Team     | + 1 min 10 s    |
| 10e | Neilson Powless        | États-Unis  | EF Education-EasyPost      | + 1 min 10 s    |
| 11e | Michael Matthews       | Australie   | Team Jayco AlUla           | + 1 min 10 s    |
| 12e | Oscar Onley            | Royaume-Uni | Team Picnic-PostNL         | + 1 min 10 s    |
| 13e | Tiesj Benoot           | Belgique    | Team Visma \| Lease a Bike | + 1 min 10 s    |
| 14e | Emiel Verstrynge       | Belgique    | Alpecin-Deceuninck         | + 1 min 10 s    |
| 15e | Alex Aranburu          | Espagne     | Cofidis                    | + 1 min 10 s    |
| 16e | Lennert Van Eetvelt    | Belgique    | Lotto                      | + 1 min 10 s    |
| 17e | Andreas Leknessund     | Norvège     | Uno-X Mobility             | + 1 min 10 s    |
| 18e | Aurélien Paret-Peintre | France      | Decathlon-AG2R La Mondiale | + 1 min 10 s    |
| 19e | Romain Grégoire        | France      | Groupama-FDJ               | + 1 min 10 s    |
| 20e | Ben Tulett             | Royaume-Uni | Team Visma \| Lease a Bike | + 1 min 10 s    |

### Classement UCI
La course attribue des points au Classement mondial UCI 2025 selon le barème suivant :
| Position           | 1er | 2e  | 3e  | 4e  | 5e  | 6e  | 7e  | 8e  | 9e  | 10e | 11e | 12e | 13e | 14e | 15e | 16e à 20e | 21e à 30e | 31e à 50e | 51e à 55e | 56e à 60e |
| Classement général | 800 | 640 | 520 | 440 | 360 | 280 | 240 | 200 | 160 | 135 | 110 | 95  | 85  | 65  | 55  | 50        | 30        | 15        | 10        | 5         |

## Liste des participants
| UAE Team Emirates XRG UAD | UAE Team Emirates XRG UAD   | UAE Team Emirates XRG UAD |
| ------------------------- | --------------------------- | ------------------------- |
| Num                       | Coureur                     | Pos                       |
| 1                         | Tadej Pogačar (SLO) (route) | 1er                       |
| 2                         | Felix Großschartner (AUT)   | 101e                      |
| 3                         | Vegard Stake Laengen (NOR)  | AB                        |
| 4                         | Brandon McNulty (USA)       | 26e                       |
| 5                         | Domen Novak (SLO) (route)   | 102e                      |
| 6                         | Pavel Sivakov (FRA)         | 38e                       |
| 7                         | Florian Vermeersch (BEL)    | AB                        |

| Team Picnic-PostNL TPP | Team Picnic-PostNL TPP | Team Picnic-PostNL TPP |
| ---------------------- | ---------------------- | ---------------------- |
| Num                    | Coureur                | Pos                    |
| 11                     | Romain Bardet (FRA)    | 82e                    |
| 12                     | Warren Barguil (FRA)   | AB                     |
| 13                     | Romain Combaud (FRA)   | AB                     |
| 14                     | Chris Hamilton (AUS)   | 76e                    |
| 15                     | Enzo Leijnse (NED)     | AB                     |
| 16                     | Oscar Onley (GBR)      | 12e                    |
| 17                     | Kevin Vermaerke (USA)  | AB                     |

| Soudal Quick-Step SOQ | Soudal Quick-Step SOQ       | Soudal Quick-Step SOQ |
| --------------------- | --------------------------- | --------------------- |
| Num                   | Coureur                     | Pos                   |
| 21                    | Remco Evenepoel (BEL)       | 59e                   |
| 22                    | Gil Gelders (BEL)           | AB                    |
| 23                    | Maximilian Schachmann (GER) | 92e                   |
| 24                    | Pieter Serry (BEL)          | AB                    |
| 25                    | Mauri Vansevenant (BEL)     | 35e                   |
| 26                    | Ilan Van Wilder (BEL)       | 89e                   |
| 27                    | Louis Vervaeke (BEL)        | AB                    |

| Q36.5 Pro Cycling Team Q36 | Q36.5 Pro Cycling Team Q36  | Q36.5 Pro Cycling Team Q36 |
| -------------------------- | --------------------------- | -------------------------- |
| Num                        | Coureur                     | Pos                        |
| 31                         | Tom Pidcock (GBR)           | 9e                         |
| 32                         | Xabier Mikel Azparren (ESP) | 87e                        |
| 33                         | Marcel Camprubí (ESP)       | 123e                       |
| 34                         | David de la Cruz (ESP)      | 86e                        |
| 35                         | Mark Donovan (GBR)          | AB                         |
| 36                         | Milan Vader (NED)           | 77e                        |
| 37                         | Nickolas Zukowsky (CAN)     | 125e                       |

| Arkéa-B&B Hotels ARK | Arkéa-B&B Hotels ARK     | Arkéa-B&B Hotels ARK |
| -------------------- | ------------------------ | -------------------- |
| Num                  | Coureur                  | Pos                  |
| 41                   | Kévin Vauquelin (FRA)    | 50e                  |
| 42                   | Anthony Delaplace (FRA)  | 95e                  |
| 43                   | Raúl García Pierna (ESP) | 97e                  |
| 44                   | Simon Guglielmi (FRA)    | 128e                 |
| 45                   | Laurens Huys (BEL)       | AB                   |
| 46                   | Mathis Le Berre (FRA)    | 106e                 |
| 47                   | Louis Rouland (FRA)      | 78e                  |

| Red Bull-Bora-Hansgrohe RBH | Red Bull-Bora-Hansgrohe RBH | Red Bull-Bora-Hansgrohe RBH |
| --------------------------- | --------------------------- | --------------------------- |
| Num                         | Coureur                     | Pos                         |
| 51                          | Maxim Van Gils (BEL)        | AB                          |
| 52                          | Roger Adrià (ESP)           | 27e                         |
| 53                          | Jonas Koch (GER)            | 124e                        |
| 54                          | Daniel Martínez (COL)       | 7e                          |
| 55                          | Gianni Moscon (ITA)         | AB                          |
| 56                          | Giulio Pellizzari (ITA)     | 57e                         |
| 57                          | Frederik Wandahl (DEN)      | 75e                         |

| Tudor Pro Cycling Team TUD | Tudor Pro Cycling Team TUD  | Tudor Pro Cycling Team TUD |
| -------------------------- | --------------------------- | -------------------------- |
| Num                        | Coureur                     | Pos                        |
| 61                         | Julian Alaphilippe (FRA)    | 58e                        |
| 62                         | Marco Brenner (GER) (route) | 104e                       |
| 63                         | Miká Heming (GER)           | AB                         |
| 64                         | Marc Hirschi (SUI)          | 45e                        |
| 65                         | Yannis Voisard (SUI)        | 105e                       |
| 66                         | Fabian Weiss (SUI)          | AB                         |
| 67                         | Hannes Wilksch (GER)        | 103e                       |

| Israel-Premier Tech IPT | Israel-Premier Tech IPT | Israel-Premier Tech IPT |
| ----------------------- | ----------------------- | ----------------------- |
| Num                     | Coureur                 | Pos                     |
| 71                      | Alexey Lutsenko (KAZ)   | 40e                     |
| 72                      | George Bennett (NZL)    | NP                      |
| 73                      | Joseph Blackmore (GBR)  | 32e                     |
| 74                      | Simon Clarke (AUS)      | 62e                     |
| 75                      | Jakob Fuglsang (DEN)    | 96e                     |
| 76                      | Nick Schultz (AUS)      | 43e                     |
| 77                      | Stephen Williams (GBR)  | AB                      |

| Ineos Grenadiers IGD | Ineos Grenadiers IGD   | Ineos Grenadiers IGD |
| -------------------- | ---------------------- | -------------------- |
| Num                  | Coureur                | Pos                  |
| 81                   | Carlos Rodríguez (ESP) | 33e                  |
| 82                   | Laurens De Plus (BEL)  | 81e                  |
| 83                   | Tobias Foss (NOR)      | AB                   |
| 84                   | Bob Jungels (LUX)      | AB                   |
| 85                   | Axel Laurance (FRA)    | 8e                   |
| 86                   | Magnus Sheffield (USA) | 41e                  |
| 87                   | Geraint Thomas (GBR)   | 93e                  |

| Lidl-Trek LTK | Lidl-Trek LTK           | Lidl-Trek LTK |
| ------------- | ----------------------- | ------------- |
| Num           | Coureur                 | Pos           |
| 91            | Mattias Skjelmose (DEN) | 39e           |
| 92            | Andrea Bagioli (ITA)    | 6e            |
| 93            | Julien Bernard (FRA)    | 108e          |
| 94            | Giulio Ciccone (ITA)    | 2e            |
| 95            | Patrick Konrad (AUT)    | 63e           |
| 96            | Thibau Nys (BEL)        | 5e            |
| 97            | Otto Vergaerde (BEL)    | AB            |

| Groupama-FDJ GFC | Groupama-FDJ GFC                | Groupama-FDJ GFC |
| ---------------- | ------------------------------- | ---------------- |
| Num              | Coureur                         | Pos              |
| 101              | Romain Grégoire (FRA)           | 19e              |
| 102              | Rémi Cavagna (FRA)              | 118e             |
| 103              | Kevin Geniets (LUX) (route)     | 52e              |
| 104              | Valentin Madouas (FRA)          | 64e              |
| 105              | Guillaume Martin-Guyonnet (FRA) | 21e              |
| 106              | Rudy Molard (FRA)               | 56e              |
| 107              | Quentin Pacher (FRA)            | 109e             |

| Alpecin-Deceuninck ADC | Alpecin-Deceuninck ADC | Alpecin-Deceuninck ADC |
| ---------------------- | ---------------------- | ---------------------- |
| Num                    | Coureur                | Pos                    |
| 111                    | Quinten Hermans (BEL)  | 47e                    |
| 112                    | Tobias Bayer (AUT)     | 119e                   |
| 113                    | Ramses Debruyne (BEL)  | 80e                    |
| 114                    | Gal Glivar (SLO)       | 126e                   |
| 115                    | Xandro Meurisse (BEL)  | 71e                    |
| 116                    | Stan Van Tricht (BEL)  | AB                     |
| 117                    | Emiel Verstrynge (BEL) | 14e                    |

| Decathlon-AG2R La Mondiale DAT | Decathlon-AG2R La Mondiale DAT | Decathlon-AG2R La Mondiale DAT |
| ------------------------------ | ------------------------------ | ------------------------------ |
| Num                            | Coureur                        | Pos                            |
| 121                            | Aurélien Paret-Peintre (FRA)   | 18e                            |
| 122                            | Clément Berthet (FRA)          | 28e                            |
| 123                            | Noa Isidore (FRA)              | 115e                           |
| 124                            | Jordan Labrosse (FRA)          | 70e                            |
| 125                            | Nans Peters (FRA)              | 74e                            |
| 126                            | Callum Scotson (AUS)           | 98e                            |
| 127                            | Bastien Tronchon (FRA)         | 46e                            |

| XDS Astana Team XAT | XDS Astana Team XAT       | XDS Astana Team XAT |
| ------------------- | ------------------------- | ------------------- |
| Num                 | Coureur                   | Pos                 |
| 131                 | Clément Champoussin (FRA) | 100e                |
| 132                 | Nicola Conci (ITA)        | 49e                 |
| 133                 | Anton Kuzmin (KAZ)        | AB                  |
| 134                 | Christian Scaroni (ITA)   | 23e                 |
| 135                 | Ide Schelling (NED)       | AB                  |
| 136                 | Diego Ulissi (ITA)        | 36e                 |
| 137                 | Simone Velasco (ITA)      | 4e                  |

| Bahrain Victorious TBV | Bahrain Victorious TBV   | Bahrain Victorious TBV |
| ---------------------- | ------------------------ | ---------------------- |
| Num                    | Coureur                  | Pos                    |
| 141                    | Santiago Buitrago (COL)  | 37e                    |
| 142                    | Pello Bilbao (ESP)       | 29e                    |
| 143                    | Roman Ermakov (RUS)      | AB                     |
| 144                    | Jack Haig (AUS)          | 53e                    |
| 145                    | Mathijs Paasschens (NED) | 112e                   |
| 146                    | Robert Stannard (AUS)    | AB                     |
| 147                    | Edoardo Zambanini (ITA)  | 72e                    |

| Team Visma \| Lease a Bike TVL | Team Visma \| Lease a Bike TVL | Team Visma \| Lease a Bike TVL |
| ------------------------------ | ------------------------------ | ------------------------------ |
| Num                            | Coureur                        | Pos                            |
| 151                            | Tiesj Benoot (BEL)             | 13e                            |
| 152                            | Tijmen Graat (NED)             | 113e                           |
| 153                            | Ben Tulett (GBR)               | 20e                            |
| 154                            | Attila Valter (HUN) (route)    | 31e                            |
| 155                            | Loe van Belle (NED)            | AB                             |
| 156                            | Tosh Van der Sande (BEL)       | AB                             |
| 157                            | Julien Vermote (BEL)           | AB                             |

| Movistar Team MOV | Movistar Team MOV       | Movistar Team MOV |
| ----------------- | ----------------------- | ----------------- |
| Num               | Coureur                 | Pos               |
| 161               | Enric Mas (ESP)         | 99e               |
| 162               | Jorge Arcas (ESP)       | AB                |
| 163               | Nélson Oliveira (POR)   | 54e               |
| 164               | Davide Formolo (ITA)    | 79e               |
| 165               | Ruben Guerreiro (POR)   | 55e               |
| 166               | Gregor Mühlberger (AUT) | AB                |
| 167               | Mathias Norsgaard (DEN) | AB                |

| Cofidis COF | Cofidis COF                 | Cofidis COF |
| ----------- | --------------------------- | ----------- |
| Num         | Coureur                     | Pos         |
| 171         | Alex Aranburu (ESP) (route) | 15e         |
| 172         | Valentin Ferron (FRA)       | AB          |
| 173         | Ion Izagirre (ESP)          | 34e         |
| 174         | Jan Maas (NED)              | AB          |
| 175         | Sylvain Moniquet (BEL)      | 68e         |
| 176         | Paul Ourselin (FRA)         | 122e        |
| 177         | Dylan Teuns (BEL)           | 88e         |

| Uno-X Mobility UXM | Uno-X Mobility UXM           | Uno-X Mobility UXM |
| ------------------ | ---------------------------- | ------------------ |
| Num                | Coureur                      | Pos                |
| 181                | Magnus Cort Nielsen (DEN)    | 84e                |
| 182                | Martin Bugge Urianstad (NOR) | AB                 |
| 183                | Fredrik Dversnes (NOR)       | 65e                |
| 184                | Ådne Holter (NOR)            | 66e                |
| 185                | Anders Johannessen (NOR)     | 116e               |
| 186                | Andreas Leknessund (NOR)     | 17e                |
| 187                | Sakarias Koller Løland (NOR) | 67e                |

| EF Education-EasyPost EFE | EF Education-EasyPost EFE | EF Education-EasyPost EFE |
| ------------------------- | ------------------------- | ------------------------- |
| Num                       | Coureur                   | Pos                       |
| 191                       | Ben Healy (IRL)           | 3e                        |
| 192                       | Kasper Asgreen (DEN)      | 117e                      |
| 193                       | Samuele Battistella (ITA) | 90e                       |
| 194                       | Alex Baudin (FRA)         | 30e                       |
| 195                       | Neilson Powless (USA)     | 10e                       |
| 196                       | Archie Ryan (IRL)         | 61e                       |
| 197                       | Harry Sweeny (AUS)        | 91e                       |

| Team Jayco AlUla JAY | Team Jayco AlUla JAY       | Team Jayco AlUla JAY |
| -------------------- | -------------------------- | -------------------- |
| Num                  | Coureur                    | Pos                  |
| 201                  | Ben O'Connor (AUS)         | 44e                  |
| 202                  | Koen Bouwman (NED)         | 73e                  |
| 203                  | Chris Harper (AUS)         | 42e                  |
| 204                  | Michael Hepburn (AUS)      | AB                   |
| 205                  | Michael Matthews (AUS)     | 11e                  |
| 206                  | Mauro Schmid (SUI) (route) | 22e                  |
| 207                  | Filippo Zana (ITA)         | 51e                  |

| Intermarché-Wanty IWA | Intermarché-Wanty IWA  | Intermarché-Wanty IWA |
| --------------------- | ---------------------- | --------------------- |
| Num                   | Coureur                | Pos                   |
| 211                   | Louis Barré (FRA)      | 25e                   |
| 212                   | Kamiel Bonneu (BEL)    | AB                    |
| 213                   | Dries De Pooter (BEL)  | AB                    |
| 214                   | Alexander Kamp (DEN)   | AB                    |
| 215                   | Gerben Kuypers (BEL)   | AB                    |
| 216                   | Tom Paquot (BEL)       | AB                    |
| 217                   | Georg Zimmermann (GER) | 48e                   |

| Lotto LOT | Lotto LOT                   | Lotto LOT |
| --------- | --------------------------- | --------- |
| Num       | Coureur                     | Pos       |
| 221       | Lennert Van Eetvelt (BEL)   | 16e       |
| 222       | Logan Currie (NZL)          | 94e       |
| 223       | Jarrad Drizners (AUS)       | AB        |
| 224       | Arjen Livyns (BEL)          | AB        |
| 225       | Eduardo Sepúlveda (ARG)     | 83e       |
| 226       | Reuben Thompson (NZL)       | 85e       |
| 227       | Jonas Gregaard Wilsly (DEN) | 114e      |

| Team TotalEnergies TEN | Team TotalEnergies TEN    | Team TotalEnergies TEN |
| ---------------------- | ------------------------- | ---------------------- |
| Num                    | Coureur                   | Pos                    |
| 231                    | Jordan Jegat (FRA)        | 24e                    |
| 232                    | Rayan Boulahoite (FRA)    | 129e                   |
| 233                    | Mathieu Burgaudeau (FRA)  | 69e                    |
| 234                    | Fabien Doubey (FRA)       | 107e                   |
| 235                    | Fabien Grellier (FRA)     | 127e                   |
| 236                    | Valentin Retailleau (FRA) | 120e                   |
| 237                    | Baptiste Vadic (FRA)      | AB                     |

| Wagner Bazin WB WB2 | Wagner Bazin WB WB2                | Wagner Bazin WB WB2 |
| ------------------- | ---------------------------------- | ------------------- |
| Num                 | Coureur                            | Pos                 |
| 241                 | Floris De Tier (BEL)               | 60e                 |
| 242                 | Luca De Meester (BEL)              | AB                  |
| 243                 | Cériel Desal (BEL)                 | 110e                |
| 244                 | Johan Meens (BEL)                  | 111e                |
| 245                 | Henri-François Renard-Haquin (FRA) | 121e                |
| 246                 | Leander Van Hautegem (BEL)         | AB                  |
| 247                 | Loïc Vliegen (BEL)                 | AB                  |

| UAE Team Emirates XRG UAD | UAE Team Emirates XRG UAD   | UAE Team Emirates XRG UAD |
| ------------------------- | --------------------------- | ------------------------- |
| Num                       | Coureur                     | Pos                       |
| 1                         | Tadej Pogačar (SLO) (route) | 1er                       |
| 2                         | Felix Großschartner (AUT)   | 101e                      |
| 3                         | Vegard Stake Laengen (NOR)  | AB                        |
| 4                         | Brandon McNulty (USA)       | 26e                       |
| 5                         | Domen Novak (SLO) (route)   | 102e                      |
| 6                         | Pavel Sivakov (FRA)         | 38e                       |
| 7                         | Florian Vermeersch (BEL)    | AB                        |

| Team Picnic-PostNL TPP | Team Picnic-PostNL TPP | Team Picnic-PostNL TPP |
| ---------------------- | ---------------------- | ---------------------- |
| Num                    | Coureur                | Pos                    |
| 11                     | Romain Bardet (FRA)    | 82e                    |
| 12                     | Warren Barguil (FRA)   | AB                     |
| 13                     | Romain Combaud (FRA)   | AB                     |
| 14                     | Chris Hamilton (AUS)   | 76e                    |
| 15                     | Enzo Leijnse (NED)     | AB                     |
| 16                     | Oscar Onley (GBR)      | 12e                    |
| 17                     | Kevin Vermaerke (USA)  | AB                     |

| Soudal Quick-Step SOQ | Soudal Quick-Step SOQ       | Soudal Quick-Step SOQ |
| --------------------- | --------------------------- | --------------------- |
| Num                   | Coureur                     | Pos                   |
| 21                    | Remco Evenepoel (BEL)       | 59e                   |
| 22                    | Gil Gelders (BEL)           | AB                    |
| 23                    | Maximilian Schachmann (GER) | 92e                   |
| 24                    | Pieter Serry (BEL)          | AB                    |
| 25                    | Mauri Vansevenant (BEL)     | 35e                   |
| 26                    | Ilan Van Wilder (BEL)       | 89e                   |
| 27                    | Louis Vervaeke (BEL)        | AB                    |

| Q36.5 Pro Cycling Team Q36 | Q36.5 Pro Cycling Team Q36  | Q36.5 Pro Cycling Team Q36 |
| -------------------------- | --------------------------- | -------------------------- |
| Num                        | Coureur                     | Pos                        |
| 31                         | Tom Pidcock (GBR)           | 9e                         |
| 32                         | Xabier Mikel Azparren (ESP) | 87e                        |
| 33                         | Marcel Camprubí (ESP)       | 123e                       |
| 34                         | David de la Cruz (ESP)      | 86e                        |
| 35                         | Mark Donovan (GBR)          | AB                         |
| 36                         | Milan Vader (NED)           | 77e                        |
| 37                         | Nickolas Zukowsky (CAN)     | 125e                       |

| Arkéa-B&B Hotels ARK | Arkéa-B&B Hotels ARK     | Arkéa-B&B Hotels ARK |
| -------------------- | ------------------------ | -------------------- |
| Num                  | Coureur                  | Pos                  |
| 41                   | Kévin Vauquelin (FRA)    | 50e                  |
| 42                   | Anthony Delaplace (FRA)  | 95e                  |
| 43                   | Raúl García Pierna (ESP) | 97e                  |
| 44                   | Simon Guglielmi (FRA)    | 128e                 |
| 45                   | Laurens Huys (BEL)       | AB                   |
| 46                   | Mathis Le Berre (FRA)    | 106e                 |
| 47                   | Louis Rouland (FRA)      | 78e                  |

| Red Bull-Bora-Hansgrohe RBH | Red Bull-Bora-Hansgrohe RBH | Red Bull-Bora-Hansgrohe RBH |
| --------------------------- | --------------------------- | --------------------------- |
| Num                         | Coureur                     | Pos                         |
| 51                          | Maxim Van Gils (BEL)        | AB                          |
| 52                          | Roger Adrià (ESP)           | 27e                         |
| 53                          | Jonas Koch (GER)            | 124e                        |
| 54                          | Daniel Martínez (COL)       | 7e                          |
| 55                          | Gianni Moscon (ITA)         | AB                          |
| 56                          | Giulio Pellizzari (ITA)     | 57e                         |
| 57                          | Frederik Wandahl (DEN)      | 75e                         |

| Tudor Pro Cycling Team TUD | Tudor Pro Cycling Team TUD  | Tudor Pro Cycling Team TUD |
| -------------------------- | --------------------------- | -------------------------- |
| Num                        | Coureur                     | Pos                        |
| 61                         | Julian Alaphilippe (FRA)    | 58e                        |
| 62                         | Marco Brenner (GER) (route) | 104e                       |
| 63                         | Miká Heming (GER)           | AB                         |
| 64                         | Marc Hirschi (SUI)          | 45e                        |
| 65                         | Yannis Voisard (SUI)        | 105e                       |
| 66                         | Fabian Weiss (SUI)          | AB                         |
| 67                         | Hannes Wilksch (GER)        | 103e                       |

| Israel-Premier Tech IPT | Israel-Premier Tech IPT | Israel-Premier Tech IPT |
| ----------------------- | ----------------------- | ----------------------- |
| Num                     | Coureur                 | Pos                     |
| 71                      | Alexey Lutsenko (KAZ)   | 40e                     |
| 72                      | George Bennett (NZL)    | NP                      |
| 73                      | Joseph Blackmore (GBR)  | 32e                     |
| 74                      | Simon Clarke (AUS)      | 62e                     |
| 75                      | Jakob Fuglsang (DEN)    | 96e                     |
| 76                      | Nick Schultz (AUS)      | 43e                     |
| 77                      | Stephen Williams (GBR)  | AB                      |

| Ineos Grenadiers IGD | Ineos Grenadiers IGD   | Ineos Grenadiers IGD |
| -------------------- | ---------------------- | -------------------- |
| Num                  | Coureur                | Pos                  |
| 81                   | Carlos Rodríguez (ESP) | 33e                  |
| 82                   | Laurens De Plus (BEL)  | 81e                  |
| 83                   | Tobias Foss (NOR)      | AB                   |
| 84                   | Bob Jungels (LUX)      | AB                   |
| 85                   | Axel Laurance (FRA)    | 8e                   |
| 86                   | Magnus Sheffield (USA) | 41e                  |
| 87                   | Geraint Thomas (GBR)   | 93e                  |

| Lidl-Trek LTK | Lidl-Trek LTK           | Lidl-Trek LTK |
| ------------- | ----------------------- | ------------- |
| Num           | Coureur                 | Pos           |
| 91            | Mattias Skjelmose (DEN) | 39e           |
| 92            | Andrea Bagioli (ITA)    | 6e            |
| 93            | Julien Bernard (FRA)    | 108e          |
| 94            | Giulio Ciccone (ITA)    | 2e            |
| 95            | Patrick Konrad (AUT)    | 63e           |
| 96            | Thibau Nys (BEL)        | 5e            |
| 97            | Otto Vergaerde (BEL)    | AB            |

| Groupama-FDJ GFC | Groupama-FDJ GFC                | Groupama-FDJ GFC |
| ---------------- | ------------------------------- | ---------------- |
| Num              | Coureur                         | Pos              |
| 101              | Romain Grégoire (FRA)           | 19e              |
| 102              | Rémi Cavagna (FRA)              | 118e             |
| 103              | Kevin Geniets (LUX) (route)     | 52e              |
| 104              | Valentin Madouas (FRA)          | 64e              |
| 105              | Guillaume Martin-Guyonnet (FRA) | 21e              |
| 106              | Rudy Molard (FRA)               | 56e              |
| 107              | Quentin Pacher (FRA)            | 109e             |

| Alpecin-Deceuninck ADC | Alpecin-Deceuninck ADC | Alpecin-Deceuninck ADC |
| ---------------------- | ---------------------- | ---------------------- |
| Num                    | Coureur                | Pos                    |
| 111                    | Quinten Hermans (BEL)  | 47e                    |
| 112                    | Tobias Bayer (AUT)     | 119e                   |
| 113                    | Ramses Debruyne (BEL)  | 80e                    |
| 114                    | Gal Glivar (SLO)       | 126e                   |
| 115                    | Xandro Meurisse (BEL)  | 71e                    |
| 116                    | Stan Van Tricht (BEL)  | AB                     |
| 117                    | Emiel Verstrynge (BEL) | 14e                    |

| Decathlon-AG2R La Mondiale DAT | Decathlon-AG2R La Mondiale DAT | Decathlon-AG2R La Mondiale DAT |
| ------------------------------ | ------------------------------ | ------------------------------ |
| Num                            | Coureur                        | Pos                            |
| 121                            | Aurélien Paret-Peintre (FRA)   | 18e                            |
| 122                            | Clément Berthet (FRA)          | 28e                            |
| 123                            | Noa Isidore (FRA)              | 115e                           |
| 124                            | Jordan Labrosse (FRA)          | 70e                            |
| 125                            | Nans Peters (FRA)              | 74e                            |
| 126                            | Callum Scotson (AUS)           | 98e                            |
| 127                            | Bastien Tronchon (FRA)         | 46e                            |

| XDS Astana Team XAT | XDS Astana Team XAT       | XDS Astana Team XAT |
| ------------------- | ------------------------- | ------------------- |
| Num                 | Coureur                   | Pos                 |
| 131                 | Clément Champoussin (FRA) | 100e                |
| 132                 | Nicola Conci (ITA)        | 49e                 |
| 133                 | Anton Kuzmin (KAZ)        | AB                  |
| 134                 | Christian Scaroni (ITA)   | 23e                 |
| 135                 | Ide Schelling (NED)       | AB                  |
| 136                 | Diego Ulissi (ITA)        | 36e                 |
| 137                 | Simone Velasco (ITA)      | 4e                  |

| Bahrain Victorious TBV | Bahrain Victorious TBV   | Bahrain Victorious TBV |
| ---------------------- | ------------------------ | ---------------------- |
| Num                    | Coureur                  | Pos                    |
| 141                    | Santiago Buitrago (COL)  | 37e                    |
| 142                    | Pello Bilbao (ESP)       | 29e                    |
| 143                    | Roman Ermakov (RUS)      | AB                     |
| 144                    | Jack Haig (AUS)          | 53e                    |
| 145                    | Mathijs Paasschens (NED) | 112e                   |
| 146                    | Robert Stannard (AUS)    | AB                     |
| 147                    | Edoardo Zambanini (ITA)  | 72e                    |

| Team Visma \| Lease a Bike TVL | Team Visma \| Lease a Bike TVL | Team Visma \| Lease a Bike TVL |
| ------------------------------ | ------------------------------ | ------------------------------ |
| Num                            | Coureur                        | Pos                            |
| 151                            | Tiesj Benoot (BEL)             | 13e                            |
| 152                            | Tijmen Graat (NED)             | 113e                           |
| 153                            | Ben Tulett (GBR)               | 20e                            |
| 154                            | Attila Valter (HUN) (route)    | 31e                            |
| 155                            | Loe van Belle (NED)            | AB                             |
| 156                            | Tosh Van der Sande (BEL)       | AB                             |
| 157                            | Julien Vermote (BEL)           | AB                             |

| Movistar Team MOV | Movistar Team MOV       | Movistar Team MOV |
| ----------------- | ----------------------- | ----------------- |
| Num               | Coureur                 | Pos               |
| 161               | Enric Mas (ESP)         | 99e               |
| 162               | Jorge Arcas (ESP)       | AB                |
| 163               | Nélson Oliveira (POR)   | 54e               |
| 164               | Davide Formolo (ITA)    | 79e               |
| 165               | Ruben Guerreiro (POR)   | 55e               |
| 166               | Gregor Mühlberger (AUT) | AB                |
| 167               | Mathias Norsgaard (DEN) | AB                |

| Cofidis COF | Cofidis COF                 | Cofidis COF |
| ----------- | --------------------------- | ----------- |
| Num         | Coureur                     | Pos         |
| 171         | Alex Aranburu (ESP) (route) | 15e         |
| 172         | Valentin Ferron (FRA)       | AB          |
| 173         | Ion Izagirre (ESP)          | 34e         |
| 174         | Jan Maas (NED)              | AB          |
| 175         | Sylvain Moniquet (BEL)      | 68e         |
| 176         | Paul Ourselin (FRA)         | 122e        |
| 177         | Dylan Teuns (BEL)           | 88e         |

| Uno-X Mobility UXM | Uno-X Mobility UXM           | Uno-X Mobility UXM |
| ------------------ | ---------------------------- | ------------------ |
| Num                | Coureur                      | Pos                |
| 181                | Magnus Cort Nielsen (DEN)    | 84e                |
| 182                | Martin Bugge Urianstad (NOR) | AB                 |
| 183                | Fredrik Dversnes (NOR)       | 65e                |
| 184                | Ådne Holter (NOR)            | 66e                |
| 185                | Anders Johannessen (NOR)     | 116e               |
| 186                | Andreas Leknessund (NOR)     | 17e                |
| 187                | Sakarias Koller Løland (NOR) | 67e                |

| EF Education-EasyPost EFE | EF Education-EasyPost EFE | EF Education-EasyPost EFE |
| ------------------------- | ------------------------- | ------------------------- |
| Num                       | Coureur                   | Pos                       |
| 191                       | Ben Healy (IRL)           | 3e                        |
| 192                       | Kasper Asgreen (DEN)      | 117e                      |
| 193                       | Samuele Battistella (ITA) | 90e                       |
| 194                       | Alex Baudin (FRA)         | 30e                       |
| 195                       | Neilson Powless (USA)     | 10e                       |
| 196                       | Archie Ryan (IRL)         | 61e                       |
| 197                       | Harry Sweeny (AUS)        | 91e                       |

| Team Jayco AlUla JAY | Team Jayco AlUla JAY       | Team Jayco AlUla JAY |
| -------------------- | -------------------------- | -------------------- |
| Num                  | Coureur                    | Pos                  |
| 201                  | Ben O'Connor (AUS)         | 44e                  |
| 202                  | Koen Bouwman (NED)         | 73e                  |
| 203                  | Chris Harper (AUS)         | 42e                  |
| 204                  | Michael Hepburn (AUS)      | AB                   |
| 205                  | Michael Matthews (AUS)     | 11e                  |
| 206                  | Mauro Schmid (SUI) (route) | 22e                  |
| 207                  | Filippo Zana (ITA)         | 51e                  |

| Intermarché-Wanty IWA | Intermarché-Wanty IWA  | Intermarché-Wanty IWA |
| --------------------- | ---------------------- | --------------------- |
| Num                   | Coureur                | Pos                   |
| 211                   | Louis Barré (FRA)      | 25e                   |
| 212                   | Kamiel Bonneu (BEL)    | AB                    |
| 213                   | Dries De Pooter (BEL)  | AB                    |
| 214                   | Alexander Kamp (DEN)   | AB                    |
| 215                   | Gerben Kuypers (BEL)   | AB                    |
| 216                   | Tom Paquot (BEL)       | AB                    |
| 217                   | Georg Zimmermann (GER) | 48e                   |

| Lotto LOT | Lotto LOT                   | Lotto LOT |
| --------- | --------------------------- | --------- |
| Num       | Coureur                     | Pos       |
| 221       | Lennert Van Eetvelt (BEL)   | 16e       |
| 222       | Logan Currie (NZL)          | 94e       |
| 223       | Jarrad Drizners (AUS)       | AB        |
| 224       | Arjen Livyns (BEL)          | AB        |
| 225       | Eduardo Sepúlveda (ARG)     | 83e       |
| 226       | Reuben Thompson (NZL)       | 85e       |
| 227       | Jonas Gregaard Wilsly (DEN) | 114e      |

| Team TotalEnergies TEN | Team TotalEnergies TEN    | Team TotalEnergies TEN |
| ---------------------- | ------------------------- | ---------------------- |
| Num                    | Coureur                   | Pos                    |
| 231                    | Jordan Jegat (FRA)        | 24e                    |
| 232                    | Rayan Boulahoite (FRA)    | 129e                   |
| 233                    | Mathieu Burgaudeau (FRA)  | 69e                    |
| 234                    | Fabien Doubey (FRA)       | 107e                   |
| 235                    | Fabien Grellier (FRA)     | 127e                   |
| 236                    | Valentin Retailleau (FRA) | 120e                   |
| 237                    | Baptiste Vadic (FRA)      | AB                     |

| Wagner Bazin WB WB2 | Wagner Bazin WB WB2                | Wagner Bazin WB WB2 |
| ------------------- | ---------------------------------- | ------------------- |
| Num                 | Coureur                            | Pos                 |
| 241                 | Floris De Tier (BEL)               | 60e                 |
| 242                 | Luca De Meester (BEL)              | AB                  |
| 243                 | Cériel Desal (BEL)                 | 110e                |
| 244                 | Johan Meens (BEL)                  | 111e                |
| 245                 | Henri-François Renard-Haquin (FRA) | 121e                |
| 246                 | Leander Van Hautegem (BEL)         | AB                  |
| 247                 | Loïc Vliegen (BEL)                 | AB                  |